# Aldbrough (East Riding of Yorkshire)
Aldbrough is een civil parish in het bestuurlijke gebied East Riding of Yorkshire, in het Engelse graafschap East Riding of Yorkshire met 1269 inwoners.